# 225P/LINEAR
225P/LINEAR, komet Jupiterove obitelji